# バックステージ!
『バックステージ！』は、原作・オクショウ、作画・ニイマルユウによる日本の漫画。『月刊コミックゼノン』（ノース・スターズ・ピクチャーズ）にて、2016年11月号から2017年11月号まで連載した後、同社のWEBコミックサイト『WEBコミックぜにょん』に移籍して連載中。東京ドームを満員にできなければ強制的にAV女優に転向させられる試練を強いられた無名アイドルグループ「マイルストーン」の活動を描く。2018年6月の更新以降、更新が途絶えていたが、10月になってニイマルユウの体調不良による休載が発表された。

## 登場キャラクター
井上カスミ（いのうえ カスミ）
本作の主人公。マイルストーンのマネージャー。スタイルの良い美女なのでマイルストーン同様に鬼頭にAVに出演させる為に狙われている。
雨宮楓（あまみや かえで）
マイルストーンのリーダー。中学時代にバスケで全国大会に出場した経験を持つ。三間坂から「器用貧乏」と評される。
静真由（しずか まゆ）
マイルストーンのメンバー。気弱な性格。趣味は燻製。家族は両親と祖父、3歳上の兄、飼い犬「キャンディ」。三間坂から「根暗」と評される。
柊夢乃（ひいらぎ ゆめの）
マイルストーンのメンバー。社交的な性格のアニメオタク。三間坂から「乳だけ女」と評される。
松木由加里（まつき ゆかり）
マイルストーンのメンバー。気が強いが、怖がり。苦手な物は魚・辛い物・男性。三間坂から「メンヘラ」と評される。
鬼頭龍平（きとう りゅうへい）
株式会社DSD代表取締役社長。冷酷非情な性格で狙った相手はアイドルや女優だろうが、AVに出演させると業界内で有名な人物。契約を盾にマイルストーンとカスミをAVにデビューさせようとする。
三間坂祐介（みまさか ゆうすけ）
元ハニーガールズプロデューサー、現マイルストーンアドバイザー。年前30歳。鬼頭と因縁があり、彼への復讐の為に業界に復帰する。

## 書誌情報
- オクショウ（原作）・ニイマルユウ（作画）『バックステージ！』 ノース・スターズ・ピクチャーズ〈ゼノンコミックス〉、既刊3巻（2018年6月20日現在）
  1. 2017年2月20日発売[3]、ISBN 978-4-19-980395-6
  2. 2017年10月20日発売[3]、ISBN 978-4-19-980448-9
  3. 2018年6月20日発売[3]、ISBN 978-4-19-980499-1